# Securitate
Securitate (rum. Departamentul Securităţii Statului, hrv. Državna siguronosna služba), bila je obavještajna služba Narodne Republike Rumunjske.U odnosu na broj stanovnika bila je najbrojnija tajna policija Istočnoga bloka.

## Vanjske poveznice
- Rumunjska - Ministarstvo unutarnjih poslova i sigurosti
- Nr. 109 Gabriel Catalan, Mircea Stănescu, Scurtă istorie a Securităţii („Kratka povijest Securitatea”)  Arhivirana inačica izvorne stranice od 3. ožujka 2016. (Wayback Machine)